# Yohann Thuram-Ulien
Yohann Thuram (ur. 31 października 1988 w Courcouronnes) – francuski piłkarz pochodzenia gwadelupskiego występujący na bramkarza.

## Kariera klubowa
Thuram zawodową karierę w pierwszoligowym AS Monaco. W Ligue 1 zadebiutował 29 listopada 2008 w przegranym 0:0 pojedynku z AJ Auxerre. 1 lipca 2010 roku, przeszedł na zasadzie wypożyczenia do Tours FC.
31 sierpnia 2011 roku podpisał 2-letni kontrakt z pierwszoligowym Troyes AC. Następnie grał w takich klubach jak: Standard Liège, Charlton Athletic, Le Havre AC i Le Mans FC, a w 2020 przeszedł do Amiens SC.
| Sezon   | Klub              | Kraj    | Rozgrywki     | Mecze | Bramki |
| ------- | ----------------- | ------- | ------------- | ----- | ------ |
| 2008/09 | AS Monaco         | Francja | Ligue 1       | 3     | 0      |
| 2009/10 | AS Monaco         | Francja | Ligue 1       | 1     | 0      |
| 2010/11 | Tours FC          | Francja | Ligue 2       | 20    | 0      |
| 2011/12 | Troyes AC         | Francja | Ligue 2       | 21    | 0      |
| 2012/13 | Troyes AC         | Francja | Ligue 1       | 38    | 0      |
| 2013/14 | Standard Liège    | Belgia  | Eerste klasse | 3     | 0      |
| 2013/14 | Charlton Athletic | Anglia  | Championship  | 3     | 0      |
| 2014/15 | Standard Liège    | Belgia  | Eerste klasse | 29    | 0      |
| 2015/16 | Standard Liège    | Belgia  | Eerste klasse | 12    | 0      |
| 2016/17 | Le Havre AC       | Francja | Ligue 2       | 9     | 0      |
| 2017/18 | Le Havre AC       | Francja | Ligue 2       | 28    | 0      |
| 2018/19 | Le Havre AC       | Francja | Ligue 2       | 30    | 0      |
| 2019/20 | Le Mans FC        | Francja | Ligue 2       | 8     | 0      |
| 2020/21 | Amiens SC         | Francja | Ligue 2       | 5     | 0      |

## Życie prywatne
Jego kuzynem jest były gracz reprezentacji Francji, Lilian Thuram.